# Ghiacciaio Tracy
Il ghiacciaio Tracy (in inglese Tracy Glacier) è un ghiacciaio sulla costa di Knox, nella parte occidentale della Terra di Wilkes, in Antartide. Il ghiacciaio fluisce verso nord fino ad andare ad alimentare la piattaforma glaciale Shackleton, 7 km a sud-ovest di capo Elliott.

## Storia
Il ghiacciaio Tracy è stato mappato per la prima volta nel 1955 da G.D. Blodgett grazie a fotografie aeree scattate durante l'operazione Highjump, 1946-1947, ed è stato in seguito così battezzato dal Comitato consultivo dei nomi antartici in onore del tenente Lloyd W. Tracy, pilota aereo della marina militare statunitense facente parte della Operazione Windmill, 1947-48, che diede supporto nell'installazione di stazioni di controllo astronomico lungo la parte della costa antartica che va dalla costa di Guglielmo II alla costa di Budd.